# Galè
Claudi Galè (Grec: Γαληνός, Galēnos; Llatí: Claudius Galenus; 129 – aprox. 200 o 216), també conegut simplement com a Galè, fou un metge molt important de l'època clàssica. Del seu nom encara deriva la denominació de «galè» als metges i la branca de la farmàcia dita galènica (actualment dita tecnologia farmacèutica). El nom de Claudius, absent als texts grecs, es va documentar per primera vegada al Renaixement. Els textos de Galè influïren en la medicina durant tota l'època medieval i eren la base del coneixement anatòmic. És probable que les obres es perdessin a Europa abans de l'alta edat mitjana, pel que els traductors de Toledo i el sud d'Itàlia els traduïren a partir de traduccions a l'àrab, després de la caiguda de Constantinoble les obres en grec serien recuperades i impreses. Les ensenyances de Galè no serien posades en dubte fins a Vesal.

## Biografia
Galé era nadiu de Pèrgam on va néixer la tardor del 130. El seu pare es deia Nicó i era arquitecte. Nen prodigi, va escriure tres llibres abans dels tretze anys. Va cursar estudis de matemàtiques, arquitectura, astronomia i agricultura. Als 15 anys va començar estudis de filosofia i als 17 anys el pare va decidir que es dediqués a la medicina i va estudiar amb Escrió (Aeschrion) i Estratònic de Pèrgam (Stratonicus). El pare va morir quan Galé tenia 20 anys.
Llavors va anar a Esmirna on va estudiar amb el filòsof platònic Albí; després va anar a Corint i a Alexandria i va estudiar sota Elià Mecci, Ificià i Heraclià Segurament fou en aquesta època que va visitar altres països com Cilícia, Fenícia, Palestina, Esciros, Creta i Xipre.
Després va tornar a Pèrgam quan tenia 29 anys i fou nomenat pel gran sacerdot de la ciutat com a metge de l'escola de gladiadors on va adquirir gran reputació. El 163 o 164 va deixar Pèrgam i va anar a Roma per primera vegada, on va romandre 4 anys i on va adquirir molta fama. Aquí va escriure la seva primera obra De Hippocratis et Platonis Decretis, i després De Anatomicis Administrationibus, i alguns altres tractats.
Va deixar la ciutat a causa d'una pesta que es va declarar el 166 a Antioquia i va arribar a la capital de l'Imperi l'any següent. Va embarcar a Brundusium i va tornar a Pèrgam.
Fou cridat per Marc Aureli, que li va ordenar reunir-se amb ell a Aquileia, on preparava una campanya, i va arribar a aquesta ciutat el 169, quan la pesta afectava al campament imperial. Fou llavors que Luci Ver va morir d'una apoplexia, en territori de Venècia.
Galè va acompanyar l'emperador a Roma. Aviat va morir també Anni Ver, fill de l'emperador, i aquest va encarregar a Galè tenir cura del seu fill Luci Aureli Còmmode, que tenia 9 anys. El 170 va preparar per ordre de l'emperador el famós compost mèdic anomenat Theriaca, que l'emperador prenia diàriament. A Roma va escriure els seus principals tractats com De Usu Partium Corporis Humani i De Hippocratis et Platonis Decretis.
Uns anys després va tornar a Pèrgam i va visitar l'illa de Lemnos, on va buscar informació sobre la medicina coneguda per «terra lemnia» o «terra sigillata». Potser va visitar Roma una altra vegada i hauria preparat la Theriaca per a Alexandre Sever.
Els autors grecs no esmenten la seva mort però l'àrab Abul Faradj diu que va morir a Sicília; Suïdes diu que tenia 70 anys i, per tant, hauria mort vers 200 o 201, però Abul Faradj diu que tenia 88 anys.

### Metges Ajudants
- Eudem (Eudemus, Εὔδημος) fou un metge d'origen turc contemporani i col·laborador de Galè a la segona part del segle ii. L'esmenta el mateix Galè.[6]

## Contribucions a la medicina
Galè ha contribuït de forma substancial a la comprensió hipocràtica de la patologia. Sota la teoria d'humors corporals d'Hipòcrates, les diferències en els humors humans són conseqüència de desequilibris en un dels quatre humors: sang, bilis groga, bilis negra i flegma. Galè va avançar aquesta teoria, creant una tipologia de temperaments humans. Un desequilibri en cada humor es corresponia amb un temperament humà particular (sang-sanguini, bilis negre-malenconiós, bilis groga-colèric, i flegma-flegmàtic). Els individus amb temperaments sanguini són extravertits i socials. La gent colèrica té energia, passió i carisma. Els malenconiosos són creatius, amables i considerats. Els temperaments flegmàtics són caracteritzats per la dependència, bondat, i afecte.

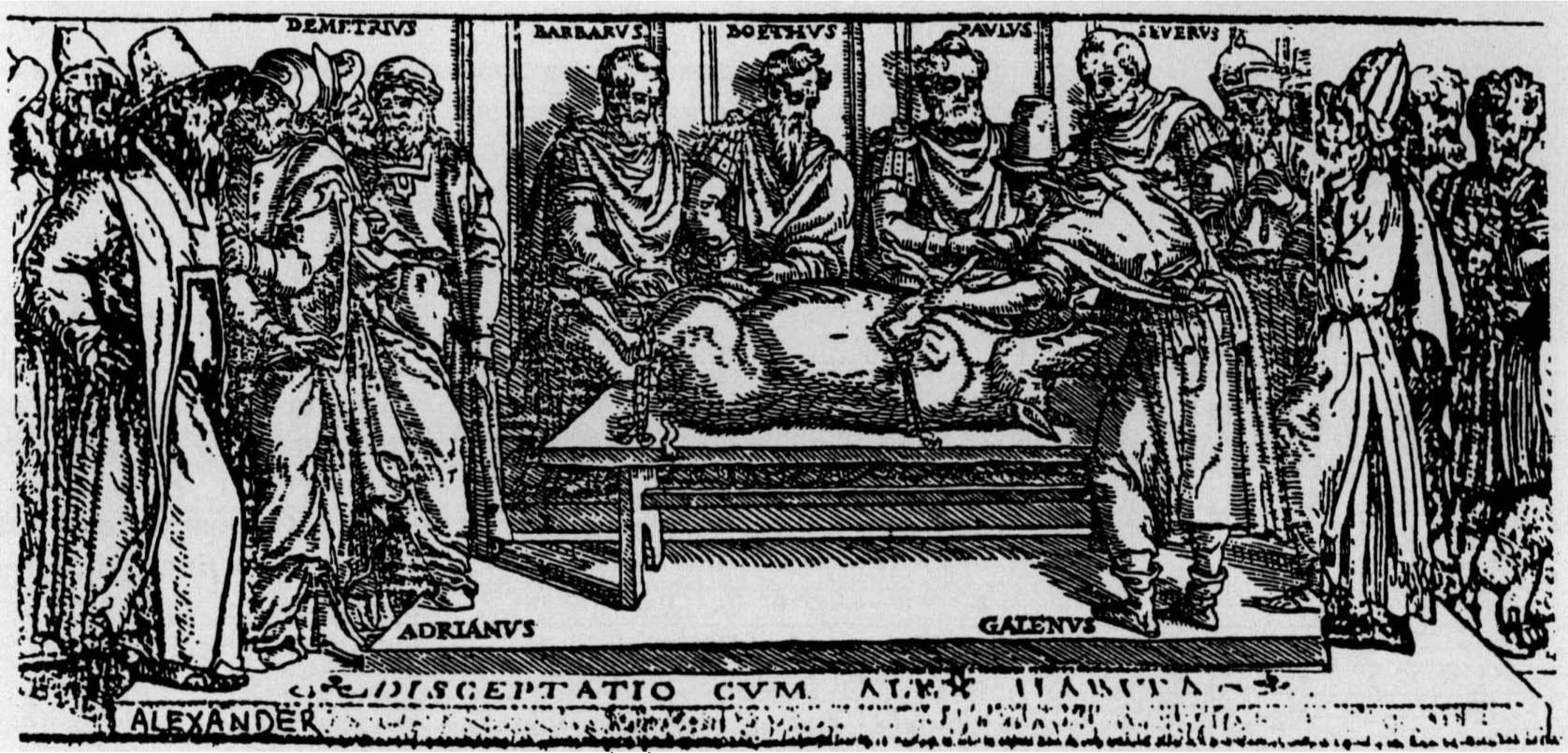
Galè fent un experiment sobre neurologia amb un porc (1541).

L'interès principal de Galè va ser l'anatomia humana, però la llei romana prohibia la dissecció de cadàvers humans des d'aproximadament 150 AC. A causa d'aquesta restricció, Galè realitzava disseccions anatòmiques en vida (vivisecció) i animals morts, principalment porcs i primats. Aquests treballs resultaven especialment útils perquè, en la majoria dels casos, les estructures anatòmiques d'aquests animals són similars a les humanes. Galè va investigar l'anatomia de la tràquea i va ser el primer a demostrar que la laringe genera la veu.

Pergameni De Hippocratis et Platonis decretis

Galè pot haver identificat la importància de la ventilació artificial, perquè en un dels seus experiments va fer servir una manxa per inflar els pulmons d'un animal mort.
Entre les contribucions essencials de Galè a la medicina hi ha el seu treball sobre el sistema circulatori. Va ser el primer a reconèixer que hi havia diferències clares entre la sang venosa (fosca) i l'arterial (brillant). Tot i que els molts experiments anatòmics en models animals li aportaren una comprensió més completa del sistema circulatori, del sistema nerviós, del sistema respiratori i d'altres estructures, el seu treball no estava exempt d'inexactituds científiques. Galè creia que el sistema circulatori constava de dos sistemes de distribució independents d'un sol sentit, més que un sistema unificat de circulació. La seva interpretació era que la sang venosa es generava al fetge, d'on es distribuïa i era consumida per tots els òrgans del cos. Pensava que la sang arterial s'originava al cor, des d'on es distribuïa i era consumida per tots els òrgans del cos. La sang, per tant, es regenerava al fetge i al cor, completant el cicle. Galè també creia en l'existència d'un grup de vasos sanguinis que anomenava el rete mirabile, prop de la part posterior del cervell humà. Aquestes dues teories de la circulació de la sang es demostraria posteriorment que eren incorrectes.
Galè era un cirurgià altament especialitzat i executava operacions quirúrgiques en pacients humans. Molts dels procediments i tècniques que feia servir no es varen tornar a utilitzar durant segles. Particularment destacables són els procediments que Galè realitzava al cervell i ulls dels pacients. Per corregir cataractes en pacients, Galè executava una operació similar a la que realitzen els oftalmòlegs contemporanis. Utilitzant un instrument com una agulla, Galè mirava de treure la cataracta de darrere la lent de l'ull.
Al principi reticentment, però amb vigor creixent, Galè difonia l'ensenyament Hipocràtic incloent-hi la venipunció i la sagnia, desconegudes a Roma en aquella època. Això fou fortament criticat per l'Erasistràtens, que pronosticaven resultats espantosos, creient que no era sang sinó pneuma que fluïa de les venes. Galè tanmateix defensava incondicionalment la venipunció als seus tres llibres sobre el tema, i a les seves demostracions i debats públics.

## Contribucions a filosofia
Encara que el focus principal del seu treball era la medicina, l'anatomia i la fisiologia, Galè també va escriure sobre lògica i filosofia. Les seves escriptures estaven influïdes pels antics pensadors grecs i romans, incloent-hi Plató, Aristòtil i els estoics. Existien diverses escoles de pensament dins del camp mèdic a l'època de Galè, les dues principals eren els empírics i els racionalistes (també anomenats dogmàtics o filòsofs). En oposició directa als empírics estaven els racionalistes que valoraven l'estudi dels coneixements establerts per a crear noves teories en nom dels avenços mèdics.
Galè estava altament interessat en la importància de combinar idea filosòfica amb pràctica mèdica, una idea que expressava en el seu breu treball «que el millor metge sigui també un filòsof». Es negava a ser ubicat en una escola de pensament en particular, agafant aspectes de cada grup i combinant-los amb les seves pròpies idees per tal de formar la seva aproximació a la medicina. Era un defensor de la medicina com un camp altament interdisciplinari que es practicava millor fent servir teoria, observació, i experimentació conjuntament per a produir els resultats més complets. Aquesta actitud era en gran part un resultat de la seva educació plural que l'exposava a les quatre escoles essencials de pensament (platònic, peripatètics, estoics, epicuris), i li permetia triar i escollir aspectes de cadascuna d'elles. A la seva educació bàsica també va comptar amb ensenyaments de professors que pertanyien tant al grup racionalista com als empiristes, permetent-li incorporar els mèrits de les dues escoles.

## Obres

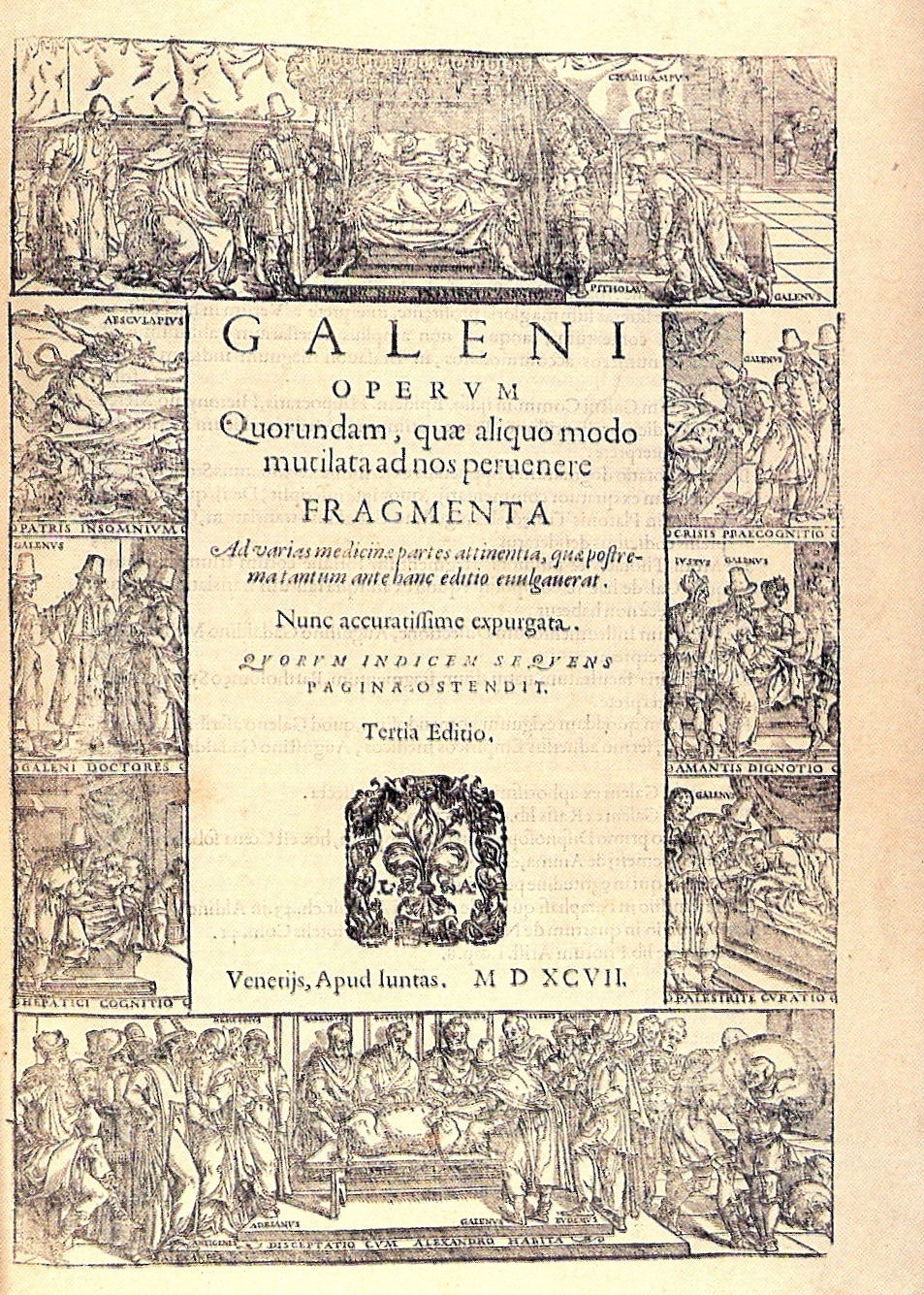
Impressió de l'obra de Galé de 1547 a Venècia.

### Treballs publicats
Galè deu haver produït més treballs que cap altre autor de l'antiguitat, igualant la quantitat d'obres publicades per Agustí d'Hipona. Era tan profusa la producció de Galè que els texts que han arribat als nostres dies transmeten gairebé la meitat de tota la literatura existent de la Grècia antiga. Galè pot haver escrit més de 600 tractats, equivalent a aproximadament 10 milions de paraules. Encara que els treballs que han sobreviscut equivalen a uns 3 milions de paraules, és a dir, menys d'un terç de les seves producció completa. El 191, un foc al temple de la Pau va destruir molts dels seus treballs, especialment tractats de filosofia.
Com que els treballs de Galè no varen ser traduïts al llatí en el període antic, i a causa de la caiguda de l'imperi Romà a occident, els estudis de Galè, junt amb la tradició mèdica grega globalment, va caure en decadència a l'Europa Occidental durant l'alta edat mitjana, quan molt pocs estudiants llatins sabien llegir grec. Tanmateix, Galè i la tradició mèdica grega antiga continuava estudiant-se i seguint-se a l'Imperi Romà d'Orient. Tots els manuscrits grecs existents de Galè varen ser copiats per estudiants romans d'Orient. En el període Abbàssida (després de 750), els àrabs musulmans varen començar a interessar-se, per primera vegada, en els texts científics i mèdics grecs, i algun dels texts de Galè es varen traduir a l'àrab, sovint per estudiants cristians sirians. Com a resultat, alguns texts de Galè existeixen només traduïts a l'àrab, mentre altres existeixen només en traduccions llatines medievals de l'àrab. En alguns casos els estudiants miraven de traduir al grec les còpies llatines o àrabs, en els casos que l'original s'havia perdut. Per a algunes de les fonts antigues, com Heròfil de Calcedònia, l'inventari de treballs de Galè és tot el que sobreviu.
Fins i tot en el seu temps, les falsificacions i les edicions poc escrupoloses del seu treball eren un problema. Les falsificacions en llatí, àrab o grec continuaren fins al Renaixement. Alguns dels tractats de Galè han aparegut sota molts títols diferents al llarg dels anys. Les fonts són sovint fosques i és difícil d'accedir a diaris o dipòsits. Encara que estiguin escrits en grec, per convenció els treballs es coneixen pels seus títols llatins, i sovint merament per les seves abreviatures. No existeix un inventari únic autoritzat del seu treball, i la controvèrsia roman pel que fa a l'autenticitat d'un cert nombre de treballs atribuïts a Galè. Consegüentment la investigació sobre el treball de Galè està plena de riscos.
S'han fet diversos intents per classificar la vasta producció de Galè. Per exemple, Coxe (1846) va llistar un «Prolegomen», o llibres introductoris, seguits per 7 classes de tractats que agrupen: Fisiologia (28 vols.), Higiene (12), Etiologia (19), Semiòtica (14), Farmàcia (10), Sagnies (4) i Terapèutica (17), a més de 4 d'aforismes, i treballs espuris. El compendi més complet de les escriptures de Galè, superant fins i tot projectes més moderns com el Corpus Medicorum Graecorum, és el compilat i traduït per Carolus Kühn de Leipzig entre 1821 i 1833. Aquest recull consta de 122 dels tractats de Galè, traduïts del grec original a llatí (el text es presenta en les dues llengües). Té més de 20.000 pàgines i es divideix en 22 volums amb 676 pàgines d'índex. Molts dels treballs de Galè s'inclouen al Thesaurus Linguae Graecae, una biblioteca digital de literatura grega començada el 1972.

### Algunes obres
- Treballs d'anatomia i fisiologia:

Galenou Apanta, 1538

  - Περὶ Κράεων, De Temperamentis (en tres llibres)
  - Περὶ Μελαίνης Χολῆς, De Atra Bile
  - Περὶ ?υνάμεων Φυσικῶν, De Facultatibus Naturalibus (en tres llibres)
  - 4. Περὶ Ἀνατομικῶν Ἐγχειρήσεων, De Anatomicis Administrationibus
  - 5. Περὶ Ὀστῶν τοῖς Εἰσαγομένοις, De Ossibus ad Tirones
  - 6. Περὶ Φλεβῶν καὶ Ἀρτηριῶν Ἀνατομῆς, De Venarum et Arteriarum Dissectione
  - 7. Περὶ Νεύρων Ἀνατομῆς, De Nervorum Dissectione
  - 8. Περὶ Μυῶν Ἀνατομῆς, De Musculorum Dissectione
  - 9. Περὶ Μήτρας Ἀνατυμῆς, De Uteri Dissectione
  - 10. Εἰ κατὰ Φύσιν ἐν Ἀρτηριαις Αἷμα περιέχεται, An in Arteriis secundum Naturam Sanguis contineatur
  - 11. Περὶ Μυῶν Κινήσεως, De Musculorum Motu
  - 12. Περὶ Σπέρματος, De Semine
  - 13. Περὶ Χρείας τῶν ἐν Ἀνθρώπον Σώματι Μορίων, De Usu Partium Corporis Humani (en 17 llibres)
  - 14. Περὶ Ὀσφρήσεως Ὀργάνου, De Odoratus Instrumento
  - 15. Περὶ Χρείας, Ἀναπνοῆς, De Usu Respirationis
  - 16. Περὶ Χρείας Σφυγμῶν, De Usu Puluum
  - 17. Ὅτι τὰ τῆς Ψυχῆς Ἤθη ταῖς τοῦ Σὥματος Κράσεσιν ἕπεται, Quod Animi Mores Corporis Temperamenta sequantur
  - 18. Περὶ Κυουμένων Διαπλάσεως, De Foetuum Formatione
  - 19. Εἰ Ζῶον τὸ κατὰ Γαστρύς, An Animal sit, quod est in Utero (probablement espuri)
  - 20. De Anatomia Virorum (probablement espuri)
  - 21. De Compagine Membrorum, sive De Natura I Humana (probablement espuri)
  - 22. De Natura et Ordine cujuslibet Corporis (probablement espuri).
  - 23. De Molibus Manifestis et Obscuris (no escrit per ell, només compilat dels seus escrits)
  - 24. Περὶ Χυμῶν, De Humoribus (probablement espuri)

- Treballs de dietètica i higiene
  - 25. Περὶ Ἀρίστης Κατασκευῆς τοῦ Σώυατος ἡμῶν, De Optima Corporis nostri Constitutione
  - 26. Περὶ Εὐεξίας, De Bono Habitu
  - 27. Πότερον Ἰατρικῆς, ἢ Γυμναστικῆς ἐστι τὸ Ὑγιεινόν, Utrum Medicinae sit, vel Gymnastices Hygieine
  - 28. De Attenuante Victus Ratione
  - 29. Ὑγιεινά, De Sanitate Tuenda (vol. vi.).
  - 30. Περὶ Τροφῶν Δυνάμεως, De Alimentorum Facultatibus
  - 31. Περὶ Εὐχυμίας καὶ Κακοχυμίας Τροφῶν, De Probis et Pravis Alimentornum Succis
  - 32. Περὶ Πτισάνης, De Ptisana
  - 33. Περὶ τοῦ διὰ Μικρᾶς Σφαίρας Γυμνασίου, De Parvae Pilae Exercitio
  - 34. De Dissolutione Continua, sive De Alimentorum Facultatibus

- Treballs de patologia
  - 35. Περὶ Ἀνωμάλου Δυσκρασίας, De Inaequali Intemperie
  - 36. Περὶ Δυσπνοίας, De Difficili Respiratione
  - 37. Περὶ Πλήθους, De Plenitudine
  - 38. Περὶ τῶν παρὰ Φύσιν Ὄγκων, De Tumoribus praeter Naturam
  - 39. Περὶ Τρόμου, καὶ Παλμοῦ, καὶ Σπασμοῦ, καὶ Ῥίγους, De Tremore, Palpitatione, Convulsione, et Rigore
  - 40. Περὶ τῶν Ὅλου τοῦ Νοσήματος Καιρῶν, De Totius Morbi Temporibus (dubtós)

- Treballs de diagnosi i semiologia
  - 41. Περὶ τῶν Περονθότων Τόπων, De Locis Affectis (en sis llibres); sovint anomenat Διαγνωστική, Diagnostica
  - 42. Περὶ Διαφορᾶς Πυρετῶν, De Differentiis Febrium
  - 43. Περὶ τῶν ἐν ταῖς Νόσοις Καιρῶν, De Morborum Temporibus
  - 44. Περὶ τῶν Σφυγμῶν τοῖς Εἰσαγομένοις, De Pulsibus ad Tirones
  - 45. Περὶ Διαφορᾶς Σφυγμῶν, De Differcntia Pulsuum
  - 46. Περὶ Διαγνώσεως Σφυγμῶν, De Dignoscendis Pulsibus
  - 47. Περὶ τῶν ἐν τοοῖς Σφυγμοῖς αἰτίων, De Causis Pulsuum
  - 48. Περὶ Προγνώσεως Σφυγμῶν, De Praesagitione ex Pulsibus
  - 49. Σύνοψις περὶ Σφυγμῶν Ἰδίας Πραγματείας, Synopsis Librorum suorum de Pulsibus
  - 50. Περὶ Κρισίμων Ἡμερῶν, De Criticis Diebus (vel Decretoriis)
  - 51. Περὶ Κρίσεων, De Crisibus
  - 52. De Causis Procatarcticis
  - 53. Περὶ Διαφορᾶς Νοσημάτων, De Differentia Morborunm
  - 54. Περὶ τῶν ἐν τοῖς Νοσήμασιν Αἰτίων, De Morbrum Causis
  - 55. Περί Σνμπτωμάτων Διαφοπᾶς, De Symptomatum Differentia
  - 56. Περὶ Αἰτίων Σνμπτωμάτων, De Causis Symptomatum (en tres llibres)
  - 57. Πῶς Δεῖ Ἐξελέγχειν τοὺς Προσποιουμένους Νοσεῖν, Quomodo sint Deprehendendi Morbum Simulantes
  - 58. Περὶ τῆς ἐξ Ἐνυπνιων Διαγνώσεως, De Dignotione ex Insomniis
  - 59. Περὶ τοῦ Προγινώσκειν πρὸς Ἐπιγένην, De Praenotione ad Epigenem (sive Posthumum)
  - 60. Περὶ τύπων, De Typis (dubtós)
  - 61. Πρὸς τοὺς περὶ Τύπων Γράψαντας, ἢ περὶ Περίοδων, Adversus eos qui de Typis scripserunt, vel de Periodis (dubtós)
  - 62. Περὶ Προγνώσεως, De Praenotione (espuri)
  - 63. Πρόγνωσις Πεπειραμένη καὶ Παναλήθης, Praesagitio Experta et omnino Vera (espuri)
  - 64. Περὶ Κατακλίσεως Προγνωστικὰ ἐκ τῆς Μαθηματικῆς Ἐπιστήμης, Prognostica de Decubitu ex Mathematica Scientia (espuri)
  - 65. Περὶ Οὔρων, De Urinis (dubtós)
  - 66. Περὶ Οὔρων ἐν Συντόμῳ, De Urinis Compendium (espuri)
  - 67. Περὶ Οὔρων ἐκ τῶν Ἱπποκράτους καὶ Γαληνοῦ, καὶ ἅλλων τινῶν, De Urinis ex Hippoerate, Galeno, et aliis quibusdam
  - 68. Περὶ Σφυγμῶν πρὸς Ἀντώνιον, De Pulsibus ad Antonium (espuri)
  - 69. Compendium Pulsuum (espuri)
- Treballs de farmàcia i medicaments
  - 70. Περὶ Κράσεως καὶ Δυνάμεως τῶν Ἁπλῶν Φαρμάκων, De Temperamentis et Facultatibus Simplicium Medicamentorum (en 11 llibres)
  - 71. Περὶ Συνθέσεως, Φαρμάκων τῶν κατὰ Τόπονς, De Compositione Medicamentorum secundum Locos[25]
  - 72. Περὶ Συνθέσεως Φαρμάκων τῶν κατὰ Γένη, De Compositione Medicamentorum secundum Genera
  - 73. Περὶ Ἀντιδότων, De Antidotus
  - 74. Περὶ Εὐπορίστων, De Remediis facile Parabilibus
  - 75. Περὶ τῆς Θηριακῆς πρὸς Πίσωνα, De Theriaca ad Pisonen
  - 76. Περὶ τῆς Θηριακῆς πρὸς Παμφιλιανόν, De Theriaca ad Pamphilianum
  - 77. Liber Secretorum ad Monteum (espuri).
  - 78. De Medicinis Expertis (espuri).
  - 79. Περὶ Μέτρων καὶ Σταθμῶν Διδασκαλία, De Ponderibus et Mensuris Doctrina (espuri).
  - 80. Περὶ Ἀντεμβαλλομένων, De Succedancis (espuri)
  - 81. De Simplicibus Medicamentis ad Paternainum (espuri)
  - 82. De Plantis (espuri).
  - 83. De Virtute Centaureae (espuri).
  - 84. De Clysteribus (espuri)
  - 85. De Catharticis (espuri)

- Treball de terapèutica i cirurgia
  - 86. Θεραπευτικὴ Μέθοδος, Medendi Methodus
  - 87. Τὰ πρὸς Γλαύκωνα Θεραπευτικα, Ad Glauconem de Medendi Methodo
  - 88. Περὶ Φλεβοτομίας πρὸς Ἐρασίστρατον, De Venae Sectione, adversus Erasistratum
  - 89. Περὶ Φλεβοτομίας πρὸς Ἐρασιστρατείους τοὺς ἐν ?ώμῃ, De Venae Sectione adversus Erasistrateos Romae degentes
  - 90. Περὶ Φλεβοτομίας Θεραπευτικὸν Βιβλιον, De Curandi Ratione per Venae Sectionem
  - 91. Περὶ Μαρασμοῦ, De Marasmo
  - 92. Τῷ Ἐπιληπτικῷ Παιδὶ Ὑποθήκη, Pro Puero Epileptico Consilium
  - 93. Περὶ Βδελλῶν, Ἀντισπάσεως, Σικύας, Ἐγχαράξεως, καὶ Κατασχασμοῦ, De Hirudinibus, Revulsione, Cucurbitula, Incisione et Scarificatione
  - 94. Περὶ τῆς τῶν Καθαιρόντων Φαρ?άκων, Δυνάμεως, De Purgantium Medicamentorum Facultate (dubtós)
  - 95. Περὶ τῶν Ἐπιδέσμων, De Fasciis (dubtós)
  - 96. Περὶ Φλεβοτομίας, De Venae Sectione (espuri)
  - 97. Περὶ τῆς τῶν ἐν Νεφροῖς Παθῶν Διαγνώσεως καὶ Θεραπείας, De Renum Affectuum Dignotione et Curatione (espuri).
  - 98. De Colico Dolore (espuri)
  - 99. Introductorius Liber Varias Morborum Curas complectens (espuri)
  - 100. De Cara Icteri (espuri)
  - 101. Περὶ Μελαγχολίας ἐκ τῶν Γαληνοῦ, καὶ ?ούφου, καὶ ἄλλων τινῶν, De Melancholia ex Galeno, Rufo, et aliis quibusdam
  - 102. De Oculis (espuri)
  - 103. De Gynaeceis, o De Passionibus Mulierum (espuri)
  - 104. De Cura Lapidis (espuri)
  - 105. De Dynamsidiis (espuri)
  - 106. Τινας δεῖ ἐκκαθαίρειν, καὶ ποίοις καθαρτηρίοις, καὶ πότε, Quos quibus Catharticis Medicamentis, et quando purgare oporcut

- Comentaris sobre Hipòcrates.
  - 107. Ὅτι Ἄριστος Ἰατρός καὶ Φιλόσοφος, Quod Optimus Medicus sit quoque Philosophus
  - 108. Περὶ τῶν κα? Ἱπποκράτην Στοιχείων, De Elementis secundum Hippocratem
  - 109. Τῶν Ἱπποκράτους Γλωσσῶν Ἐξήγησις, Hippocratis Dictionum Exoletarum Explicatio
  - 110. Περὶ Ἑπταμήνων Βρεφῶν, De Septimestri Partu
  - 111. Comentari sobre De Natura Hominis
  - 112. Sobre De Salubri Victus Ratione
  - 113. Sobre De Aëre, Aquis, et Locis
  - 114. Sobre De Alimento
  - 115. Sobre De Humeoribus
  - 116. Sobre Prognosticon
  - 117. Sobre Draedictiones (o Prorrhetica)
  - 118. Sobre De Morbis Popularibus
  - 119. Sobre De Morbis Popularibus
  - 120. Sobre De Morbis Popularibus
  - 121. Sobre De Morbis Popularibus
  - 122. Sobre Aforismes d'Hipòcrates (en 7 llibres)
  - 123. Πρὸς Λύκον, Adrersus Lycum
  - 124. Πρὸς τὰ Ἀντειπημένα τοῖς Ἱπποκράτους Ἀφοπισμοῖς ὑπὸ Ἰουλιανοῦ, Adversus ca quae a Juliano in Hipplocratis Aphorismuos dicla sunt
  - 125. Comentari sobre l'obra d'Hipòcrates, De Ratione Victus in Morbis Acutis
  - 126. On De Officina Medici
  - 127. On De Fracturis
  - 128. On De Articulis
  - 129. Περὶ τοῦ παῤ Ἱπποκράτει Κώματος, De Comate secundum Hippocratem (dubtós)
  - 130. Περὶ τῆς κατὰ τὸν Ἱπποκράτην Διαίτης ἐπὶ τῶν Ὀξέων Νοσημάτων, De Victus Ratione in Merbis Acutis secundum Hippocratem (dubtós)
- Altres treballs
  - 131. Περὶ Αἱρέσεων τοῖς Εἰσαγομένοις, De Sectis ad Tirones, or ad eos qui introducuntur
  - 132. Πρὸς Θρασύβουλον περὶ Ἀρίστης Αἱρέσεως, De Optima Secta ad Thraybulum
  - 133. Περὶ Ἀρίστης Διδασκαλίας, De Optima Doctrina
  - 134. Περὶ τῶν παρὰ τὴν Λέξιν Σωφισμάτων, De Sophismatibus (vel Captionibus) penes Dictionem
  - 135. Προτρεπτικὸς Λόγος ἐπὶ τὰς Τέχνας, Oratio Suasoria ad Artes
  - 136. Πρὸς Πατρόφιλον περὶ Συστάσεως Ἰατρικῆς, De Constitutione Artis Medicae ad Palrophilum
  - 137. Περὶ τῶν Ἱπποκράτους καὶ Πλάτωνος Δογμάτων, De Hippocratis et Platonis Decretis
  - 138. Τέχνη Ἰατρική, Ars Medica
  - 139. Περὶ τῶν Ἰδίων Βιβλιων, De Libris Propriis
  - 140. Περὶ τῆς Τάξεως τῶν Ἰδιων Βιβλίων, De Ordine Librorum Propriorum
  - 141. Περὶ Διαγνώσεως καὶ Θεραπείας τῶν ἐν τῇ ἑκάστου Ψυχῇ Ἰδίων Παθῶν, De Dignotione et Curatione Propriorum cujusque Anims Affectuum
  - 142. Περὶ Διαγνώσεως καὶ Θεραπείας τῶν ἐν τῇ ἑκάστον Ψυχῇ Ἁμαρτημάτων, De Dignotione et Curatione cujusque Animi Peccatorum
  - 143. Εἰσαγωγὴ, ἢ Ἰτρός, Introduclio, seu Medicus (dubtós)
  - 144. De Subfiguratione Empirica
  - 145. Περὶ Ἐθῶν, De Consuetudinibus (dubtós)
  - 146. Περὶ Φιλοσόφου Ἱστορίας, De Historia Philosophica.
  - 147. Ὅροι Ἰατρικοί, Definitiones Medicae (dubtós)
  - 148. De Partibus Artis Medicae (dubtós)
  - 149. Ὅτι αἱ Ποιότητες Ἀσώματοι, Quod Qualitates Incorporeae sint (espuri)